# 인왕산 수성동 계곡
인왕산 수성동 계곡(仁王山 水聲洞 溪谷)은 서울특별시 종로구 인왕산에 있는 계곡이다. 2010년 10월 21일 서울특별시 기념물 제31호로 지정되었다.

## 지정 대상
- 돌다리 1기
- 수성동 계곡부 및 토지 : 인왕산로 아래 인왕산 계곡 상류부터 하류 복개도로 전까지의 계곡 및 토지 9필지 /총 10,097.2m2

## 지정 사유
옛 옥인아파트 일대는 조선 시대 수성동(水聲洞)으로, 조선 시대 역사지리서인 《동국여지비고》, 《한경지략》 등에 명승지로 소개되고, 겸재 정선의 〈수성동〉 회화에도 등장하며, 당시의 풍경을 오늘날에도 그대로 유지하고 있으므로 ‘전통적 경승지’로서 보존할 만한 가치가 있다. 또한 이 일대가 조선 후기 중인층을 중심으로 한 위항문학(委巷文學)의 주 무대였다는 점에서 문학사적으로도 의미가 있으며, 계곡 아래에 걸려 있는 돌다리는 겸재 정선의 그림에도 등장하고, 도성 내에서 유일하게 원위치에 원형 보존된, 통돌로 만든 제일 긴 다리라는 점에서 교량사적으로 매우 가치가 있다. 따라서 돌다리를 포함하여 남아 있는 계곡부 전체를 서울특별시 기념물로 지정하여 옛 수성동의 수려했던 경관 자체를 보존하고자 한다.

## 조사 보고서
수성동은 누상동과 옥인동의 경계에 위치한 인왕산 아래 첫 계곡으로 조선 시대 ‘물소리가 유명한 계곡’이라 하여 수성동(水聲洞)으로 불렸으며, 수성동의 ‘동(洞)’은 현재의 행정구역을 의미하는 ‘동’이 아니라 ‘골짜기’·‘계곡’이라는 의미로 쓰였다. 현재 철거된 종로구 옥인동 옥인아파트 자리에서 복원된 계곡이다. 계곡의 길이는 총 190.8m, 폭은 최대 26.2m, 최소 4.8m에 이르며 하류에는 옛 모습을 간직한 돌다리가 1기 남아 있다.
그 옛날 인왕산의 물줄기는 크게 수성동과 옥류동(玉流洞)으로 나뉘어 흘렀는데, 이 물줄기가 기린교에서 합수되어 청계천으로 흘렀다. 오랜 세월이 흘러 옥같이 맑게 흐르던 “옥류동 계곡”은 콘크리트로 덮여 주택가로 변했지만, 수성동 계곡은 옥인아파트 철거 후 옛 모습을 되찾아 여전히 맑고 청아한 물소리가 들리고 있다.
수성동은 조선 시대 도성 안에서 백악산 삼청동과 함께 주변 경관이 빼어나고 아름답기로 첫 손가락에 꼽혔고, 조선 후기 역사지리서인 《동국여지비고》·《한경지략》 등에 "명승지"로 소개되고, 세종의 셋째 아들이자 당대 최고의 명필이었던 안평대군 이용(1418~1453)의 집터가 있다고 전해지는 곳이다.
■ 《한경지략》 - 명승(名勝) - 수성동(水聲洞)
水聲洞 在人王山麓 洞壑 幽邃 有泉石之勝 最好 暑月 遊賞 惑云此洞 匪懈堂(安平大君 瑢蹟也) 舊基也有橋名麒麟橋
“수성동은 인왕산 기슭에 있으니 골짜기가 그윽하고 깊숙하여 시내와 암석의 빼어남이 있어 여름에 놀며 감상하기에 마땅하다. 혹은 이르기를 이곳이 비해당 터(안평대군 이용의 옛 집터)라 한다. 다리가 있는데 기린교(麒麟橋)라 한다.”

수성동 계곡 이곳저곳에는 조선시대 저명한 인물들과 그에 얽힌 유적들이 널리 분포하였는데, 이들의 이야기가 옛 시와 그림 속에 남아, 오늘날까지도 전해지고 있다.
겸재 정선(1676~1759)은 자신이 나고 자라 평생 살던 터전인 백악산과 인왕산 아래 장동(壯洞) 일대를 8폭의 진경, 즉 《장동팔경첩》(壯洞八景帖)으로 남겨 놓았는데 인왕산 일대 〈수성동〉도 한 폭의 그림으로 남겨 놓았다.
그림을 보면 거대한 바위 사이로 급한 개울이 흐르고 주변에는 암석이 수려하며, 계곡에는 장대석을 두 개 맞댄 모양의 돌다리가 놓여있는데, 선비들은 한가로이 풍경을 즐기고 있다. 오늘날 인왕산 수성동 풍경의 원형이 18세기 겸재 정선의 회화 속에 그대로 묘사되어 있음을 알 수 있다.
수성동 계곡은 옥인아파트 조성 시 계곡의 암반부가 일부 복개도로로 변하는 등 경관이 일부 훼손되었으나, 조선시대 겸재 그림 속 인왕산과 계곡부의 전체적 풍경을 매우 양호하게 유지하고 있고 현재 훼손된 경관을 회복하기 위해 옥인아파트를 철거하고 옛 모습을 복원하였다.
또한 이 일대는 조선후기 중인층을 중심으로 저명한 시사(詩社)가 결성되어 18~19세기 위항문학(委巷文學)을 꽃피웠던 곳으로 문학사적으로도 대단히 의미 있는 곳이라 할 수 있으며, 이러한 시모임(詩社)은 당시 양반층의 전유물로 여겨지던 문학이 중인층을 비롯한 사회 저변으로 확대되는 계기가 되었다.
특히 규장각 서리 출신으로 위항시인으로 이름이 높았던 존재 박윤묵은 평민시인 천수경(千壽慶)·왕태(王太)·장혼(張混)·김낙서(金洛瑞) 등과 어울려 옥계시사(玉溪詩社)를 결성하고, 천수경의 송석원(松石園), 장혼의 이이엄(而已广) 등에 모여 함께 시회를 즐겼는데 이러한 사실을 자신의 문집 《존재집》(存齋集)에 자세하게 글로 남겼다.
《존재집》에서 박윤묵은 수성동의 풍경을 '조물주와 더불어 이 세상 바깥에서 노니는 듯하다'고 표현하고 있다.
■ 박윤묵의 《존재집》(存齋集) 23권 - 遊水聲洞記
洞多水。以水聲名。迺西山之口也。庚午夏。大雨數十日。川渠漲溢。平地水深三尺。余朝起跣足着屐。衣雨衣携一壺酒。與數三同志者入洞。至石橋邊。上下一望。應接殆不能暇。溪澗之勝。泉瀑之壯。怳與舊日 觀大有異焉。凡西山之水。或橫流或倒流。或折而復流。或掛匹練。或噴亂珠。或飛於絶壁之上。或灑於松
翠之間。百谷千流。不一其狀。皆到水聲之洞然後。始成一大流。裂山倒壑。衝崖轉石。如万馬之爭騰。如疾雷之暴發。其勢不可遏也。其深不可測也。其中霏霏如也蕩蕩如也。時飛沫濺衣。凉意逼骨。魂淸神爽。情逸意蕩。浩然如與造物者。遊於物之外也。遂大醉樂極。散髮長歌。歌曰西山之上雨床床兮。西山之下水
湯湯兮。惟此水是吾鄕兮。徜徉不忍去。物與我而俱相忘兮。歌闋相顧而起。天忽開霽。西日已在山。
수성동(水聲洞)은 물이 많아 물소리라는 뜻의 수성으로 이름이 붙었는데 곧 인왕산 입구다. 경오년(1810) 여름 큰 비가 수십 일이나 내려 개울물이 불어 평지에도 물이 세 자 깊이나 되었다. 내가 아침에 일어나 맨발로 나막신을 신고 우의를 입고서 술 한 병을 들고 몇 명의 동지들과 수성동으로 들어갔다. 돌다리 가에 이르니 아래 위쪽의 풍경을 바라보느라 다른 데 정신을 팔 겨를이 없었다. 개울이 빼어나고 폭포가 장대하여 예전에 보던 것과 완전히 다른 것처럼 느껴졌다.
대개 인왕산의 물은 옆으로 흐르기도 하고 거꾸로 흐르기도 하며 꺾어졌다 다시 흐르기도 한다. 벼랑에 명주 한 폭을 걸어놓은 듯한 곳도 있고 수많은 구슬을 뿜어내는 듯한 곳도 있다. 가파른 절벽 위에서 나는 듯 떨어지기도 하고 푸른 솔숲 사이를 씻어내듯 흐르기도 한다. 백 개의 골짜기와 천 개의 개울이 하나도 똑같은 형상을 한 곳이 없다. 이 모든 물이 수성동에 이르게 된 다음에야 하나의 큰 물길을 이룬다. 산을 찢을 듯, 골짜기를 뒤집을 듯, 벼랑을 치고 바위를 굴리면서 흐르니 마치 만 마리 말들이 다투어 뛰어오르는 듯하고 우레가 폭발하는 듯하다. 그 기세는 막을 수가 없고 그 깊이는 헤아릴 수가 없으며, 그 가운데는 눈비가 퍼붓는 듯, 자욱하고 넘실거린다. 때때로 날리는 포말이 옷을 적시면 서늘한 기운이 뼛속까지 들어와 혼이 맑아지고 정신이 시원해지며 마음이 편안하고 뜻이 통쾌해진다. 호탕하여 조물주와 더불어 이 세상 바깥으로 노니는 듯하다. 마침내 술에 만취하여 즐거움이 극에 달하였다. 이에 갓을 벗어 머리를 풀어헤치고 길게 노래하노라.
인왕산 위에 비가 쏴하고 내리면
인왕산 아래에 물이 콸콸 흐른다네.
이 물이 있는 곳 바로 나의 고향이라
머뭇머뭇 차마 떠나지 못한다네.
내 풍경과 함께 때를 씻고 나서
노래 부르고 돌아보면서 일어나니
하늘은 홀연 맑게 개고
해는 하마 서산에 걸렸네.

한편 계곡 하류에 걸려 있는 돌다리(길이 3. 8m, 폭 0.9m)는 장대석 2개를 잇대어 만들었는데 겸재 정선의 그림에도 등장하고 도성(都城) 내에서 유일하게 원위치에 원형 보존된 다리이며, 또한 통돌로 만든 가장 긴 다리라는 점에서 교량사적으로도 매우 의미 있어 약 190.8m에 달하는 계곡과 함께 문화재로 지정·보존하기로 하였다.
이 돌다리는 현재까지 각자(刻字) 등이 발견되지 않아 세간에 알려진 것처럼 "기린교"로 단정할 수는 없지만, 《한경지략》 등 조선 후기 역사지리서에 실린 기록들과 겸재의 그림 등을 고려할 때 "기린교(麒麟橋)"로 추정할 수 있다.
결론적으로 인왕산 수성동(水聲洞)은 조선 후기 역사지리서인 《동국여지비고》와 《한경지략》 등에 명승지(名勝地)로 소개되고, 겸재 정선의 〈수성동〉 회화에도 등장하며, 조선 후기 위항문학(委巷文學)의 주무대로 당시의 풍경을 오늘날에도 그대로 유지하고 있어 '전통적 경승지'로서 보존할 만한 가치가 있으므로, 옛 돌다리를 포함하여 남아 있는 계곡부 전체를 서울특별시 기념물로 지정하여 옛 수성동의 수려했던 경관 자체를 보존하고자 한다.

## 같이 보기
- 인왕산
- 옥류동천

## 참고 자료
- 인왕산 수성동 계곡 - 국가유산청 국가유산포털